# Euidella magnistyla
Euidella magnistyla är en insektsart som först beskrevs av Crawford 1914.  Euidella magnistyla ingår i släktet Euidella och familjen sporrstritar. Inga underarter finns listade i Catalogue of Life.